# 兴安镇 (石家庄市)
兴安镇，是中华人民共和国河北省石家庄市藁城区下辖的一个乡镇级行政单位。

## 行政区划
兴安镇下辖以下地区：
兴安村、贾村、正公村、武家庄村、陈村、苍德村、织锦村、角中村、南董家庄村、赵家庄村、张村北街村、张村中街村、张村南街村、冯白露村、东里村、留章村、冯村、西里村和冯马村。